# Comuna de Kożuchów
Kożuchów (polaco: Gmina Kożuchów) é uma gminy (comuna) na Polónia, na voivodia da Lubúsquia e no condado de Nowosolski. A sede do condado é a cidade de Kożuchów.
De acordo com os censos de 2006, a comuna tem 16 068 habitantes, com uma densidade 89,67 hab/km².

## Área
Estende-se por uma área de 179,18 km², incluindo:
- área agricola: 63,98%
- área florestal: 27,97%

## Demografia
Dados de 31 de Dezembro de 2006:
|                      | Total   | Total | Mulheres | Mulheres | Homens  | Homens |
| -------------------- | ------- | ----- | -------- | -------- | ------- | ------ |
|                      | pessoas | %     | pessoas  | %        | pessoas | %      |
| População            | 16 068  | 100   | 8287     | 51,57    | 7781    | 48,43  |
| Densidade (pop./km²) | 89,67   | 100   | 46,25    | 46,25    | 43,42   | 43,42  |

De acordo com dados de 2002, o rendimento médio per capita ascendia a 1148,37 zł.

## Subdivisões
- Bulin
- Broniszów
- Cisów
- Czciradz
- Drwalewice
- Dziadoszyce — Zawada
- Książ Śląski
- Lasocin — Bielice
- Mirocin Dolny
- Mirocin Górny
- Mirocin Średni
- Podbrzezie Dolne
- Podbrzezie Górne
- Radwanów
- Słocina
- Sokołów
- Solniki
- Stypułów
- Studzieniec

## Comunas vizinhas
- Brzeźnica, Nowa Sól, Nowe Miasteczko, Nowogród Bobrzański, Otyń, Szprotawa, Zielona Góra